# Суберин
Субери́н (от лат. suber — пробка, пробковое дерево) — компонент клеточной стенки ряда тканей сосудистых растений. Биополимер, синтезируемый из алифатических и фенольных соединений и глицерина. Придаёт клеточной стенке гидрофобные свойства, препятствует проникновению через неё воды, газов и различных молекул, снижает теплопроводность, выполняя таким образом барьерную функцию, в том числе в корне растений. Устойчив к действию гидролитических ферментов и ряда других разрушающих агентов.

## Присутствие в тканях
Высокое содержание суберина характеризует, прежде всего, вторичную покровную ткань растений — пробку (феллему). В клетках пробки суберин находится во вторичной клеточной стенке, формирующейся между комплексной срединной пластинкой и третичной клеточной стенкой, состоящей из воска.
Частичной или полной суберинизации (опробковению) в ходе развития подвергаются наружный и внутренний слои первичной коры корней большинства растений — экзодерма и эндодерма. В эндодерме корня на уровне зоны всасывания суберинизации подвергается лишь небольшая часть клеточной стенки — поясок Каспари, что обеспечивает блокаду апопластического транспорта между первичной корой и тканями проводящего цилиндра корня.
В листьях некоторых семейств однодольных (злаковых, осоковых, ситниковых) суберин откладывается в клеточных стенках клеток обкладки жилок. У растений, осуществляющих C4-цикл фотосинтеза, эта особенность способствует уменьшению концентрации кислорода в клетке обкладки, таким образом снижается оксигеназная активность рубиско, ключевого фермента фотосинтеза, и интенсивность фотодыхания.

## Состав
Суберин представляет собой природный полиэфир на основе глицерина, который соединяет между собой две группы компонентов: алифатические и фенольные. Алифатические включают дикарбоновые кислоты и оксикислоты (в том числе мононенасыщенные), эпоксикислоты, жирные кислоты и жирные спирты. Фенольные предшественники представлены феруловой кислотой и тирамином. В составе клеточных стенок алифатические и полифенольные остатки группируются в слои (соответственно электронно-прозрачные и электронно-плотные).

## Вещества с аналогичными функциями
Образование гидрофобного барьера в оболочках различных растительных клеток обеспечивают некоторые другие вещества: воска, кутин, лигнин и спорополленин.
Кутин (наряду с  кутаном и восками) входит в состав растительной кутикулы, водоотталкивающего налёта на наружной поверхности эпидермы (первичной покровной ткани растений). Представляет собой полиэфир из длинноцепочечных ω-оксикислот (C16 и C18).
Лигнин входит в состав вторичной клеточной стенки в ксилеме, некоторых механических и барьерных тканях. Лигнификация (одревеснение) клеточных стенок происходит путём полимеризации нескольких фенольных предшественников из группы оксикоричных кислот.
Спорополленин формирует оболочки спор и пыльцевых зёрен. Он образован преимущественно из длинноцепочечных жирных кислот, фенилпропаноидов и других фенольных соединений. Спорополленин — химически инертное соединение, устойчивое к кислому и щелочному гидролизу и высоким температурам (в этом отношении он превосходит суберин).